# Кулиев, Сафтар Мехти оглы
Сафтар Мехти оглы Кулиев (Гулиев) (азерб. Quliyev Səftər Mehdi oğlu; 1908—1973) — азербайджанский советский учёный-нефтяник, доктор технических наук, академик АН Азербайджанской ССР.

## Биография
В 1930 году окончил Азербайджанский политехнический институт.
В 1928—1942 годах специалист по бурению, главный инженер в нескольких организациях.
В 1945 году, при создании Академии наук Азербайджана, Кулиев был назначен заместителем директора по научным вопросам Института нефти.
В 1955 году избран член-корреспондентом Академии наук, в 1959 году — действительным членом. В 1960—1971 годах был директором Института проблем глубинных нефтяных и газовых месторождений (Dərin Neft və Qaz Yataqları Problemləri İnstitutunda — DNQYPİ).
Научные интересы в области теоретических основ разработки режимов бурения; развитие технологии бурения; бурение скважин с горизонтальной и вертикальной направленностью. Один из пионеров сверхглубокого бурения. Создатель научной азербайджанской терминологии нефтяного дела.
Автор и соавтор более 170 научных статей, 20 монографий и учебных пособий.
Был награждён многими государственными наградами.

## Память
Имя Сафтара Кулиева носит улица в историческом районе Ичери-шехер Баку.
На доме, где жил Кулиев с 1955 по 1973 год (проспект Нефтяников, 87), установлена мемориальная доска.